# Wallace Wattles
Wallace Delois Wattles (1860 – 1911) è stato uno scrittore statunitense appartenente al movimento del New Thought.
Wattles è stato uno dei primi scrittori motivazionali nel senso moderno del termine e della sua vita privata si sa poco nonostante le sue opere siano sempre rimaste in circolazione tra coloro che seguono i movimenti di auto-aiuto e del New Thought e abbiano avuto una nuova ondata di popolarità in vari paesi del mondo in seguito al successo del film e del libro The Secret la cui autrice, Rhonda Byrne, ha indicato nel libretto di Wattles La scienza del diventare ricchi la sua originaria fonte di ispirazione.

## Biografia
La figlia di Wattles, Florence, descrisse la vita del padre in una lettera che venne pubblicata poco dopo la morte di lui sulla rivista del movimento New Thought Nautilus, edita da Elizabeth Towne: Nautilus aveva pubblicato regolarmente articoli di Wattles in quasi ogni numero, e la Towne era anche l'editore dei libri dell'autore.
Florence A. Wattles scrisse che il padre, nato negli Stati Uniti nel 1860, aveva ricevuto poca istruzione e si era ritrovato escluso dal mondo del commercio e della ricchezza. Stando al censimento federale statunitense del 1880, Wattles all'epoca viveva in una fattoria nell'Illinois dove lavorava come bracciante agricolo. Suo padre risultava essere giardiniere e sua madre casalinga; Wattles risultava nato nell'Illinois, mentre i suoi genitori nello stato di New York. Non risultavano altri componenti nella famiglia. Sembra che abbia sperimentato molti fallimenti in gioventù, soprattutto di tipo economico, e questo lo spinse ad interessarsi a vari studi filosofici e religiosi: lesse soprattutto i testi di Cartesio, Spinoza, Leibniz, Schopenhauer, nonché i libri dei fondatori del movimento New Thought.
Florence scrisse che il padre guadagnò molti soldi e godette di buona salute, nei limiti della sua fragilità di costituzione, negli ultimi tre anni della sua vita. La sua morte nel 1911 a soli 51 anni fu definita dalla figlia prematura e inopportuna: l'anno precedente infatti aveva pubblicato due libri (La Scienza Del Benessere e La Scienza Della Prosperità).
Ora Ellen Cox, scrivendo su The Socialist Party in Indiana, affermò che Wattles aveva vissuto gli ultimi anni della sua vita a Konkomo, nell'Indiana, o nelle sue vicinanze: la figlia dello scrittore identificò la cittadina in cui vissero in quel periodo con Elmwood (Indiana).

## Il socialismo cristiano
Nel 1896 Wattles assistette a una conferenza a Chicago in occasione della quale conobbe George Davis Herron, ministro della Chiesa Congregazionale e docente di "Applied Christianity" (cristianesimo applicato) al Grinnel College, che in quel periodo stava ricevendo attenzione a livello nazionale per la sua predicazione di una forma di socialismo cristiano.
Da quel momento Wattles iniziò a interessarsi alle problematiche sociali e a predicare quello che sua figlia Florence definì "il meraviglioso messaggio sociale di Gesù". Sempre secondo la figlia, a un certo punto egli ricoprì anche incarichi all'interno della Chiesa Metodista, ma fu da essa scacciato perché predicava dei valori che credeva essere conformi con il cristianesimo, ma che non vennero ritenuti tali dal clero locale. Due dei suoi libri, A New Christ e Jesus: The Man and His Work, riguardano appunto il Cristianesimo visto da una prospettiva socialista.
Si candidò alle elezioni per il Partito Socialista degli Stati Uniti d'America nel 1908 e di nuovo nel 1910, senza vincere. Sua figlia Florence conservò le sue idee socialiste anche dopo la morte del padre e fu rappresentante al Comitato Nazionale del Partito Socialista nel 1912 e nel 1915.

## Il New Thought
Vivendo nel Midwest, Wattles era abbastanza vicino a Chicago, città nella quale risiedevano ed erano attivi all'epoca numerosi esponenti del movimento del New Thought, tra i quali Emma Curtis Hopkins e William Walker Atkinson. Egli si recò quindi varie volte nella metropoli, dando poi lezioni sugli stessi argomenti nell'Indiana. Nonostante ciò il suo primo editore fu Elizabeth Towne, che operava nel Massachusetts.
Wattles studiò le opere di Georg Wilhelm Friedrich Hegel e di Ralph Waldo Emerson e ne consigliava la lettura e l'attento studio anche ai suoi allievi affinché comprendessero quella che era "la teoria monistica del cosmo".
Wattles dichiarava di aver constatato, attraverso i suoi studi e la sua esperienza, la verità dei principi del New Thought e di averli messi in pratica nella sua vita.
Sosteneva le allora popolari teorie sulla masticazione di Horace Fletcher e il "No-Breakfast Plan" di Edward Hooker Dewey affermando di averle applicate in prima persona. Su questi argomenti scrisse i libri Health through New Thought e The Science of Being Well
Autore dallo spirito pragmatico, Wattles suggeriva ai suoi lettori di testare in prima persona le sue teorie piuttosto che prenderle per buone sulla parola, e affermava di aver sperimentato in prima persona i suoi metodi, su se stesso e su altri, prima di darli alle stampe.
Wattles praticava la tecnica della visualizzazione creativa: secondo la figlia Florence egli creava un'immagine mentale e quindi lavorava verso la realizzazione di tale visione.

## Influenza
L'opera di Wattles, in particolare il suo libretto La scienza del diventare ricchi, fu indicato dall'australiana Rhonda Byrne come l'originaria fonte di ispirazione per il suo film (e successivo libro) The Secret. In seguito all'enorme successo di The Secret le opere di Wattles, che avevano continuato a circolare nei paesi di lingua inglese tra coloro che seguivano gli insegnamenti del New Thought, hanno conosciuto una nuova popolarità e sono state tradotte e pubblicate anche in varie altre lingue e paesi.
In Italia The Science of Getting Rich aveva avuto una sua prima edizione già nel 1929, con il titolo La scienza dell'arricchire (Torino, Bocca): caduta successivamente nel dimenticatoio, l'opera è stata recentemente riproposta sugli scaffali da varie case editrici cavalcando il successo di The Secret. Contrariamente a quanto suggerisce il titolo, The Science of Getting Rich non è un manuale contenente consigli di natura economica o finanziaria, quanto piuttosto un saggio conciso ed elegante sullo sviluppo e sulla conservazione di uno stato mentale che Wattles ha definito "un Certo Modo".

## Opere di Wallace Wattles pubblicate in lingua italiana
- Wallace D. Wattles - La Scienza del Diventare Ricchi, Nemo Editrice, versione ebook, (pubblicato con il titolo: Il Metodo Scientifico per Diventare Ricchi), ISBN 9788898790098
- Wallace D. Wattles - La Legge di Attrazione, Bis, ISBN 8862280432
- Wallace D. Wattles - La Scienza del Diventare Ricchi, Bis, ISBN 9788862280730
- Wallace D. Wattles - La Scienza dello Star Bene, Bis, ISBN 9788862280631
- Wallace D. Wattles, La Scienza del Diventare Ricchi, Borsari, ISBN 8888029605